# Bałażówka
Bałażówka – wieś w Polsce położona w województwie małopolskim, w powiecie limanowskim, w gminie Limanowa. Znajduje się na zboczu na lewym brzegu rzeki Łososina pomiędzy wsiami Kisielówka i Walowa Góra.
W latach 1975–1998 miejscowość administracyjnie należała do województwa nowosądeckiego.

## Przypisy

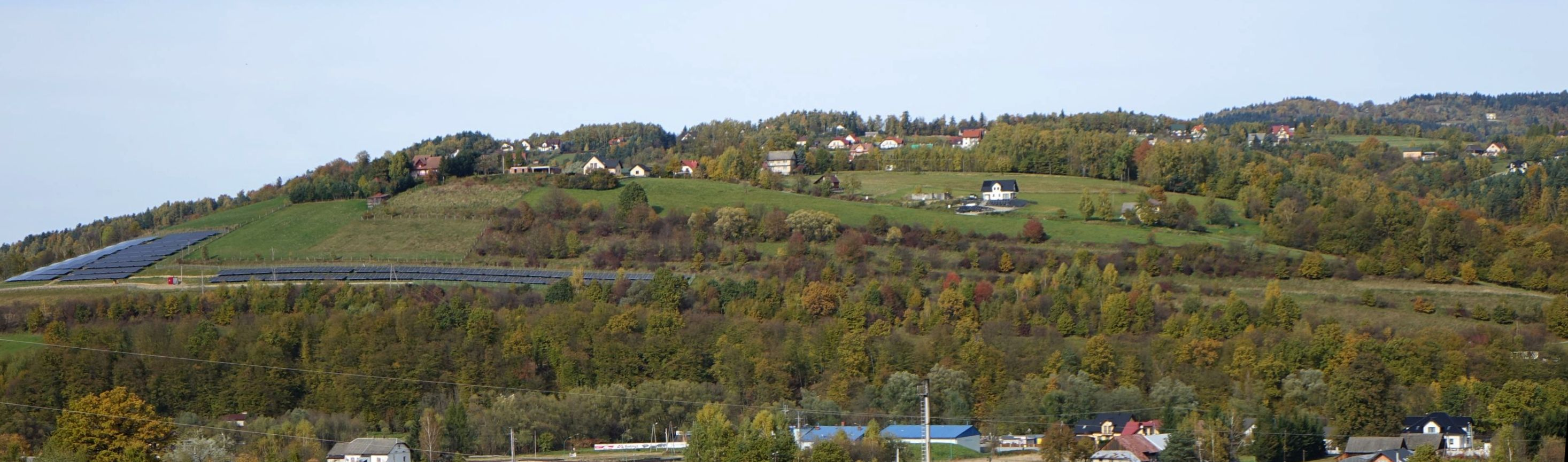
Widok od południa